# (108205) Baccipaolo
(108205) Baccipaolo est un astéroïde de la ceinture principale.

## Description
(108205) Baccipaolo est un astéroïde de la ceinture principale. Il fut découvert le 26 avril 2001 à San Marcello Pistoiese par Luciano Tesi et Giuseppe Forti. Il présente une orbite caractérisée par un demi-grand axe de 2,52 UA, une excentricité de 0,04 et une inclinaison de 7,6° par rapport à l'écliptique.

## Compléments